# Далия (река)
Далия (ивр. נחל דליה‎, нахал-далия, ар. вади-ад-дуфайла, «олеандровая река») — река в Израиле, на горе Кармель, впадающая в Средиземное море недалеко от города Зихрон-Яаков.
Река начинается около дороги Эльяким — Эйн-ха-Шофет. После перекрёстка Аль-Фурайдис река течёт по каналу, прокопанному, чтобы осушить прибрежные болота. Сегодня на их месте располагаются рыбные хозяйства кибуца Мааян-Цви и мошава Дор, но некоторые болотистые участки сохранились.
Ранее на реке работало множество мельниц.